# Drina
De Drina (Servisch: Дрина) is een 346 kilometer lange zijrivier die uitmondt in de Sava. Het verloop gaat grotendeels langs de grens tussen Servië en Bosnië. De Drina begint waar de Piva en Tara samenkomen bij het Bosnische dorpje Hum en het Montenegrijnse Šćepan polje (Servisch: Шћепан Поље; Šćepan polje). Sinds 2017 wordt de kloof van de Drina beschermd door Nationaal park Drina.

## Cultuur
De Drina is verweven met de cultuur van Bosnië en Servië. In het verloop van de rivier liggen een aantal meanders, en wanneer in Bosnië-Herzegovina of Servië iemand een moeilijke situatie wil oplossen, wordt gezegd dat deze de bocht in de Drina recht wil maken. Ook is er een (muzikale) mars Drina van de componist Stanislav Binički, die hij schreef naar aanleiding van de slag tussen de Serviërs en de Austro-Hongaren in de Eerste Wereldoorlog. De naam van deze rivier is ontstaan uit het Grieks, die de naam Dreinos droeg.
Ter hoogte van Višegrad overspant de Mehmed Paša Sokolovićbrug de rivier. Het boek De brug over de Drina van Ivo Andrić gaat over het bouwen van de brug door de Ottomanen in de 16e eeuw.
De rivier was lange tijd de grens tussen het West-Romeinse en Oost-Romeinse Rijk, en daarmee de grens tussen het orthodoxe en katholieke geloof.
- Gemeinsame Normdatei: 4292759-6
- Library of Congress Control Number: sh85039574
- Nationale Bibliotheek van Israël: 987007562726405171
- Virtual International Authority File: 235618143
- WorldCat: E39PBJymyDGCbBGt3xpPvWmfMP